# Kreis Rügen
De Kreis Rügen was een district in het Bezirk Rostock in de Duitse Democratische Republiek van 1956 tot en met 1990.

## Geschiedenis
In 1952 was er in de DDR omvangrijke herindeling van de districten, waarbij o.a. de deelstaten hun belang verloren en zg. Bezirke werden ingericht. Het toenmalige Landkreis Rügen werd daarbij opgeheven en verdeeld over de Kreis Bergen en de Kreis Putbus. Deze beide werden op 1 januari 1956 weer samengevoegd tot de Kreis Rügen
Na de Duitse hereniging in 1990 werd het district ondergebracht in de Duitse deelstaat Mecklenburg-Voor-Pommeren als Landkreis Rügen.
Bad Doberan · Bergen (tot 1955) · Greifswald · Greifswald (stadsdistrict) · Grevesmühlen · Grimmen · Putbus (tot 1955) · Ribnitz-Damgarten · Rostock-Land · Rostock (stadsdistrict) · Rügen (vanaf 1956) · Stralsund · Stralsund (stadsdistrict) · Wismar · Wismar (stadsdistrict) · Wolgast